# مانولو كاردو
مانولو كاردو (بالإسبانية: Manolo Cardo)‏ هو لاعب كرة قدم ومدرب كرة قدم إسباني، ولد في 16 أبريل 1940 في Coria del Río ‏ في إسبانيا. لعب مع نادي إشبيلية.